# Umetnost Starega Egipta
Staroegipčanska umetnost je slikarstvo, kiparstvo, arhitektura in druge umetnosti, ki so jih civilizacije starega Egipta v spodnji dolini Nila oblikovale od okoli 3000 pred našim štetjem do 100 n. št.. Staroegipčanska umetnost je dosegla visoko raven v slikarstvu in kiparstvu in je bila zelo visoko stilizirana in simbolična. Veliko ohranjene umetnosti prihaja iz grobov in spomenikov, zato je poudarek na življenju po smrti in ohranjanje znanja preteklosti.
V ožjem smislu se starodavna egipčanska umetnost nanaša na 2. in 3. dinastijo umetnosti razvite v Egiptu od 3000 pred našim štetjem in se je uporabljala do 2. stoletja. Večina elementov egipčanske umetnosti je ostala presenetljivo stabilna skozi teh 3.000 let z relativno malo zunanjimi vplivi. Kakovost opazovanja in izvedba na visoki ravni, je ostala približno enaka v celotnem obdobju. Portretiranje, predvsem vseh kraljev, je bilo zelo razvito in predstavlja zapleteno mešanico realističnih upodobitev posameznikov in stilov.

## Obdobja
- Preddinastični Egipt (5000 – 2680 pr. n. št.)
- Stara država (2680 – 2259 pr. n. št.) - 3. do 6. dinastija
- Srednja država (2258 – 1786 pr. n. št.)
- Nova država (1786 – 1069 pr. n. št.), vključno obdobje Amarna (1085 – 1055 pr. n. št.)
- Tretje vmesno obdobje (1069 – 664 pr. n. št.)
- Prvo Perzijsko obdobje, Pozno obdobje in drugo Perzijsko obdobje (664 – 332 pr. n. št.)
- Ptolemejsko kraljestvo (332–30 pr. n. št.)
- Rimski Egipt (30 pr. n. št. do pokristjanjevanja v 4. stoletju)

### Preddinastično obdobje
Kulturna dejavnost tega obdobja je poznana po paletah. To so skrilaste plošče, običajno okrašene z reliefi. Ob koncu obdobja so služile kot obredni predmeti. Okrašene so bile z zgodovinskimi dogodki. Znana je paleta faraona Narmerja, ki je verjetno upodabljala združitev Zgornjega in Spodnjega Egipta. Njen nastanek predstavlja začetek obdobja dinastij. Likovne prvine iz te palete kot so razdelitev ozadja na registre, vladar je največji lik, sokol pooseblja kralja, itd., se pojavljajo tudi kasneje v egipčanski umetnosti. Predmeti so prikazani kot si jih predstavljamo in kot jih vidimo. V kompoziciji je jasna družbena in verska hirearhija.

### Stara država (2680 – 2259 pr. n. št.)
V času 1. in 2. dinastije je začela nastajati monumentalna arhitektura, prve mastabe - grobnice s ploščatim vrhom in poševnimi stenami, iz katerih so se kasneje, v 3. do 6. dinastiji, razvile piramide. Kraljevska pokopališča so bila v Abidosu in Memfisu, kjer so tudi ostanki. Iz mastab izvirajo tudi slike in kipi starega kraljestva. Verjetno najstarejša slika je friz z gosmi iz Atetine grobnice v Mediumu.

## Simbolika
Simbolika je igrala pomembno vlogo pri vzpostavljanju občutka za red. Simbolika, ki sega od insignij faraonov (simbolizira svojo moč, da se ohrani red) do posameznih simbolov egiptovskih bogov in boginj, je vseprisotna v egipčanski umetnosti. Živali so v egipčanski umetnosti praviloma tudi zelo simbolni liki. Barve so bolj izrazite kot naravne: rdeča koža je pomenila trdo delo od mladost, medtem ko je bila rumena koža uporabljena za ženske ali moške srednjih let, ki so delali v zaprtem prostoru; modra ali zlata skupaj z dragimi materiali je navajala na božanskost zaradi svojega nenaravnega videza; uporaba črne za kraljeve like izraža plodnost Nila, iz katerega je bil Egipt rojen. 

## Hierarhična lestvica portretiranja
Velikost upodobljenih ljudi pogosto kaže na status v družbi. Kralj ali faraon je običajno največja figura, ki simbolizira nadčloveško moč vladarja. Liki visokih uradnikov ali lastnika grobnice so običajno manjši in najmanjši po obsegu so uslužbenci in zabavljači, živali, drevesa in arhitekturne podrobnosti. 

## Umetniške oblike
Za staroegipčanske umetniške oblike je značilna pravilnost in podroben prikaz bogov, ljudi, junaških bitk in narave ter visok delež ohranjenih del, ki so bila namenjena za zagotavljanje utehe in pripomoček umrlemu v posmrtnem življenju. Umetniki so si prizadevali, da se jasno in trajno ohrani vse iz življenja, kar je le mogoče. Staroegipčanska umetnost je bila ustvarjena s pomočjo medijev, od skic na papirus do piktogramov (hieroglifi) in tudi pogrebnih kipov izklesanih v reliefu v okoliški peščenjak, kremenov diorit, bazalt in granit. Staroegipčanska umetnost izjemno živo prikazuje zastopanost socialno-ekonomskega statusa starega egiptovskega sistema. V vseh oblikah uboga le en zakon: način predstavljanja faraona, bogov, človeka, narave in okolja, ki je ostala skladna tisoče let.

### Slikarstvo
Vsi egiptovski reliefi niso bili pobarvani. Manj prestižna dela v grobnicah, templjih in palačah so bila samo naslikana na ravno površino. Kamnito površino so pripravili z beležem ali če je bila groba, s plastjo grobe sadre, na to pa z gladko plastjo mavca; nekateri lepši apnenci so bili lahko barvani neposredno. Pigmenti so bili večinoma minerali, izbirali so take da so zdržali močno sončno svetlobo, ne da bi zbledeli. Ni jasno kaj so uporabljali v slikarstvu za vezivo: morda jajčna tempera, različne gume in smole. Jasno je, da prave freske pobarvane na mokri omet niso uporabljali. Namesto tega so uporabljali suh mavec, kar se imenuje v italijanščini fresco a secco. Po slikanju je bil kot zaščitna prevleka običajno uporabljen lak ali smola, saj so se številne slike kljub manjši izpostavljenosti izredno dobro ohranile, tiste  popolnoma izpostavljene pa redko. Majhni predmeti, vključno leseni kipci, so pogosto poslikani z uporabo podobne tehnike.
Mnoge starodavne egipčanske poslikave so ohranjene zaradi izredno suhega podnebja v Egiptu. Slike so pogosto narejene z namenom, da bi imel pokojnik prijetno posmrtno 
življenje. Teme vključujejo potovanje skozi onostranstvo ali zaščitna božanstva, ki peljejo pokojne k bogovom podzemlja (kot Oziris). Nekatere grobne slike kažejo dejavnosti, ki so bile del pokojnikovega življenja v trenutku, ko je bil še živ in bi jih želel opravljati za večno.
Egipčanske slike so naslikane na način, ki ga imenujemo egipčanski kánon in kot portretna podoba. Egipčanski kanon pomeni pri podobi človeka, vidimo profilno glavo z očmi kot da so vidne od spredaj, trup vidimo od spredaj, v bokih je telo zasukano, nogi sta v koraku. Njihove glavne barve so rdeča, modra, črna, zlata in zelena.
V Novi državi in kasneje, so knjigo mrtvih pokopali skupaj s pokojnikom. To je bilo pomembno za posmrtno življenje.

### Kiparstvo
Monumentalno kiparstvo starega Egipta je sicer svetovno znano, vendar pa v veliko večjem številu obstajajo tudi rafinirana in občutljiva mala dela. Egipčani so uporabljali posebno tehniko globokega reliefa, ki je zelo primerna za zelo močno sončno svetlobo. Glavni liki v reliefih imajo isti stil, kot je uporabljen v slikarstvu, z razširjenimi nogami (kadar ne sedijo) in glavo prikazano s strani, trup od spredaj in standardni nabor razmerjih, ki sestavljajo lik, z uporabo 18 "pesti" od tal do lasne črte na čelu. To se pojavi že v Narmerjevi paleti iz Prve dinastije, vendar se taka konvencija ne uporablja za manj pomembne like, ki se ukvarjajo z neko dejavnostjo, kot ujetniki in trupla. Moški kipi so temnejši kot ženski. Zelo tradicionalni portretni kipi se pojavljajo že od Druge dinastije (2780 pr. n. št. in z izjemo umetnostjo Ehnatona v obdobju Amarna. Nekatere druge dobe, kot so Dvanajsta dinastija, idealizirajo značilnosti vladarjev. Tako kot druge egiptovske umetniške tradicije, se je tudi kiparstvo le malo spremenilo, bolj šele po grški osvojitvi.
Egipčanski faraoni so se vedno šteli za bogove, vendar so druga božanstva mnogo redkeje upodabljali kot velike kipe, razen če so predstavljala faraona kot drugo božanstvo. So pa  druga božanstva pogosto prikazana v slikah in reliefih. Slavna vrsta štirih velikanskih kipov glavnega templja v Abu Simbel vsak od njih kaže Ramzesa II. Večje skulpture iz egipčanskih templjev in grobnic, ki so ohranjene, so masivni kipi, ki predstavljajo bogove, faraone in njihove kraljice, navadno v odprtih prostorih znotraj ali zunaj templjev. Zelo zgodnja ogromna Velika sfinga v Gizi se sicer nikoli ne ponovi, je pa veliko kipov, tudi sfing in drugih živali, del številnih tempeljskih kompleksov. Najbolj sveta kultna podoba boga v templju, ki je običajno stala v naosu, je bila v obliki razmeroma majhnega čolna ali jadrnice s podobo boga in verjetno iz plemenite kovine - ni ohranjena.
Najpozneje s Četrto  dinastijo (2680 - 2565 pr. n. št. ) je bila trdno zasidrana ideja Ka kipa (Ka = duša v egipčanski mitologiji). Dodani so bili v grobnicah kot počivališče za del duše in tako imamo lepo število manj tradicionalnih kipov (uradnikov in njihovih žena) dobro ohranjenih, mnoge v lesu, saj je Egipt eno redkih krajev na svetu, kjer klima omogoča ohraniti les skozi tisočletja. Tako imenovane rezervne glave brez las, so še posebej naturalistične, čeprav razprave o tem, ali gre za resnične portrete v starem Egiptu, še vedno potekajo.
Zgodnje grobnice vsebuje tudi majhne modele sužnjev, živali, objektov in predmetov, kot so čolni, ki so potrebni pokojniku, da nadaljuje svoj način življenja v onostranstvu in pogrebne ušabti figurice. Velika večina lesenih figur se je izgubila ali razpadla ali so jih verjetno domačini porabili kot gorivo. Pogoste so majhne figure božanstev ali njihove personifikacije živali in so jih našli v priljubljenem materialu, kot je keramika. Grobnice so vsebovale tudi veliko število majhnih izrezljanih predmetov, od bogov do igrač. Alabaster je bil pogost material za drage različice teh, sicer pa je bil pobarvan les najpogostejši material za majhne modele živali, sužnjev in osebnih predmetov, ki so jih dajali v grobnice, da bi poskrbeli za posmrtno življenje.
Zelo strogo so sledili predpisom kakšen mora biti videz vsakega egiptovskega boga. Na primer: bog neba Hor ima sokoljo glavo, bog pogrebnih obredov Anubis ima vedno šakaljo glavo. Umetniška dela so razvrščena glede na njihovo skladnost s temi predpisi, ki so se jih strogo držali več kot tri tisoč let, saj se je videz kipov zelo malo spremenil. Ti predpisi so bili namenjeni za posredovanje brezčasnosti in večnemu življenju.
- Faksimile Narmer palete, okoli 3100 pr. n. št, ki prikazuje kanoničen egipčanski profil in proporce figure.
- Menkaura (Mycerinus) in kraljica, Stara država, 4. dinastija, 2490 – 2472 pr. n. št.. Formalna poza je kraljičina roka okoli moža.
- Lesene grobne figure, 11. dinastija; vidok uradni šteje svoje govedo.
- Tutankamonova zlata posmrtna maska, 18.dinastija, Egipčanski muzej, Kairo
- Mladi Memnon, okoli 1250 pr. n. št., British Museum
- Oziris na lapis lazuli stebru na sredini, na levi Hor in Izda desni, 22. dinastija, Louvre
- Ka statua skrbi za fizični prostor, Egipčanski muzej, Kairo
- Kip Pa-Ankh-Ra, kapitan ladje, ki drži kip Pta. Pozna doba, okoli 650 - 633 pr. n. št., Cabinet des Médailles..

### Keramika
Stari Egipčani so uporabljali lojevec (steatit) in izrezljane majhne koščke vaz, amulete, podobe božanstev, živali in več drugih predmetov. Staroegipčanska umetniki so odkrili način obdelave keramike z emajlom. Obloga iz emajla je bila uporabljena tudi za nekatere kamnite gradnje. 
Različne vrste lončarskih predmetov so bile položeno v grobnico k umrlemu. Nekateri od teh lončarskih izdelkov so vsebovali notranje dele telesa, kot so pljuča, jetra in črevesje, ki so bile odstranjeni, preden so trupla balzamirali. Tudi veliko število manjših predmetov iz emajlirane keramike je bilo deponiranih z mrtvimi. Lončenino so zložili ob stenah grobnice v stožce, na katerih so vgravirali ali vtisnili legende mrtvih članov v grobnicah. Tu so našli imena pokojnika, njihove naslove, urade, ki so jih imeli in druge izraze, primerne za pogrebne namene.

### Nakit
Egipčanski umetniki so znali dobro oblikovati zlato in elektrum (naravna zlitina zlata in srebra). Vir so bili rudniki v Nubiji in južnem Egiptu. Nakit so izdelovali iz barvitih poldragih kamnov. Zlato je označevalo meso božanstva, rdeči, zeleni in azurni kamni pa kri, obnavljanje in nadvlado bogov. Poleg bogastva, ki ga je predstavljal, je imel nakit tudi varovalno funkcijo. Amuleti iz ustreznega materiala so imeli nalogo odganjati zle duhove. Že v srednji državi so postale oblike zelo prefinjene.

### Papirus
Papirus so stari Egipčani uporabljali za pisanje in slikanje in ga tudi izvažali v dežele starodavnega sredozemskega sveta. Papirus je relativno slab material, ki traja kvečjemu stoletje ali dva v knjižnici. Čeprav so uporabljali po vsem klasično tehniko se je ohranil le, če je bil pokopan v zelo suhih razmerah v Egiptu, pa še takrat je bil pogosto v slabem stanju. Besedila na papirusu kažejo vse razsežnosti starodavnega egipčanskega življenja in obsegajo literarne, verske, zgodovinske in druge dokumente.

## Obdobje Amarna
Obdobje Amarna in leta pred faraonom Ehnatonom, ki je tja preselil glavno mesto v pozni 18. dinastiji, predstavlja najbolj drastične spremembe sloga v starih in novih državah. Za Amarnsko umetnost je značilen občutek gibanja in dejavnosti na slikah, s figurami, ki imajo dvignjene glave, mnogi liki se prekrivajo in veliko prizorov kaže gnečo. Ker je bila nova religija monoteistično čaščenje sonca, so žrtvovanje in čaščenje očitno opravljali na odprtih dvoriščih, kar kažejo dekoracije na globokih reliefih. Človeško telo je v slogu Amarna drugače predstavljeno kot v egipčanski umetnosti v celoti. Na primer: veliko upodobitev telesa Ehnatona ima izrazito ženske lastnosti, kot so veliki boki, večje prsi in trebuh ter stegna. To je odmik od prejšnje egipčanske umetnosti, ki prikazuje moške z odlično izklesanimi telesi. Obrazi se še vedno kažejo izključno v profila.
Iz tega obdobja ni mnogo ohranjenih stavb, delno zato, ker so bile izdelane iz blokov standardnih velikosti znanih kot talatat (približno 27 x 27 x 54 cm), ki so jih zelo enostavno odstranili in ponovno uporabili. Templji v Amarni niso sledili tradicionalni egipčanski arhitekturi. Bili so odprti, brez stropov in niso imeli zaprtih vrat. V obdobju po Ehnatonovi smrti so se umetniki vrnili k svojim starim slogom, sledovi sloga Amarna pa so se pojavljali tudi kasneje.

## Druga področja

### Arhitektura
Oblike in zasnova v stavbarstvu se je predvsem pri svetiščih, palačah in grobnicah, kar precej spreminjala. Arhitektura spodnjega sloja prebivalstva je tisočletja ostala podobna. Starejše tradicionalno stavbarstvo je uporabljalo za opornike, prečne tramove in ostrešja butare iz papirusovih stebel, stene pa so bile iz prepletenih vej ali trstičja, prekritih z glino.
V času faraona Džoserja iz 3. dinastije (okoli 2650 pr. n. št.) se je pojavil prvi po imenu znani arhitekt Imhotep, ki je papirusove stebre zamenjal s kamnitimi, pa tudi stene s kamnom. Predvsem v stari državi je nastajala monumentalna arhitektura od stopničastih mastab iz katere se je razvila prva (stopničasta) piramida, do pravih piramid z ravnimi stranicami (Medum, Gize). Okoli piramid so bili tempeljski kompleksi kot posnetki vladarjeve rezidence. Bili so obzidani z obzidjem, vsebovali pa so vhodno dvorano, prestolno dvorano za faraonov kip, palače, sfinge, dolinski tempelj in povezavo (pot) do zgornjega templja ob piramidi. Kompleks je obsegal tudi mastabe in piramide za vladarjevo sorodstvo. Pozneje so manjšim piramidam dodajali tempelj boga sonca, ki je imel na sredi obelisk za oltarjem iz alabastra.
Kamniti kapiteli so se na vrhu čopasto razširili, zaradi česar je bila razdalja med nosilci krajša. Staroegipčanski arhitekti so uporabljali na soncu sušeno in žgano opeko, fini peščenjak, apnenec in granit. Arhitekti so skrbno načrtovati vse svoje delo. Kamni so se morali natančno prilegati. Za dekoriranje raznih struktur so bili množično uporabljeni hieroglifi in slikovni reliefi v barvah. Številni motivi kažejo skarabeje (svete hrošče), sončen disk in jastreba.
Kamnit steber so kasneje povzele tudi druge kulture v Sredozemlju.
Najpomembnejše arhitekture srednje države sta tempeljska kompleksa v Karnaku in Luksorju, zgradbe nove države pa so skalni grobovi v Tebah grobni tempelj v Der el-Bahriju in Amonov tempelj v Luksorju. Arhitektura je doživela razcvet in gigantske razsežnosti pod Ramzesom II.

### Hieroglifi
Hieroglifi so staroegipčanski sistem pisanja, v katerem so slike in simboli predstavljali zvoke in besede. Jean-François Champollion je prvi razvozlal hieroglife iz kamna Rosetta, ki je bil najden leta 1799. Hieroglifi imajo več kot 700 znakov.